# East Dundee
East Dundee é uma aldeia localizada no estado americano de Illinois, no Condado de Cook e Condado de Kane.

## Demografia
Segundo o censo americano de 2000, a sua população era de 2955 habitantes.
Em 2006, foi estimada uma população de 3132, um aumento de 177 (6.0%).

## Geografia
De acordo com o United States Census Bureau tem uma área de 7,5 km², dos quais 6,9 km² cobertos por terra e 0,6 km² cobertos por água.

## Localidades na vizinhança
O diagrama seguinte representa as localidades num raio de 8 km ao redor de East Dundee.